# Antirassismus
Antirassismus (mitunter abgekürzt AntiRa oder Antira) ist eine Bezeichnung für Ansätze, die auf die Beseitigung von Verhältnissen und Einstellungen abzielen, die rassistisch (bzw. von Rassismus bestimmt) sind.

## Formen
Es lassen sich viele Argumentationslinien des Antirassismus unterscheiden:
- die humanistische besteht auf dem Gleichheitsgrundsatz und der Menschenwürde, wie beispielsweise in pluralistisch-demokratischen Gesellschaftssystemen und deren staatlichen Verfassungen postuliert, die durch Rassismus verletzt werden
- die christliche verweist auf den biblischen gemeinsamen Ursprung der Menschheit und die Gleichwertigkeit der Menschen als Adressaten der Botschaft Gottes
- die liberale argumentiert unter anderem wirtschaftlich, nach der Rassismus die persönliche Entfaltungsfreiheit sowie den Produktions- oder Konsumptionsprozess stört bzw. auch den Wirtschaftsstandort gefährdet
- die interkulturelle betont den Zugewinn durch das gemeinsame Leben von Menschen unterschiedlicher Herkunft
- die antifaschistische wendet sich gegen den faschistischen Rassismus
- die anti-imperialistische befasst sich mit den Auswirkungen von Imperialismus und Kolonialismus
- die autonome, die aus der Kritik an Staat und Herrschaft gesellschaftlich institutionalisierte Formen des Rassismus angreift
- die marxistische versteht Rassismus als Produkt der Entstehung des globalen Kapitalismus.

Dabei sind diese Formen keineswegs getrennt zu verstehen, häufig ergänzen sie sich auch gegenseitig, wobei sie sich auch teilweise entschieden widersprechen.

## Geschichte
Widerspruch und Widerstand gegen Rassismus gab es schon immer, zum Beispiel in der Anti-Sklaverei-Bewegung, dem Schutz vor Vertreibung von Minderheiten oder der anti-antisemitischen Bewegung im späten 19. Jahrhundert.
Als Begriff tauchte Antirassismus erstmals nach der Befreiung Europas vom Faschismus auf, genauer in Sartres Vorwort Schwarzer Orpheus zu einer Anthologie von Leopold Senghor 1948. 1969 verabschiedete der Ökumenische Rat der Kirchen ein Antirassismus-Programm gegen die Unterdrückung von Minderheiten und vor allem die Apartheid in Südafrika.
Spätestens 1975 wurde deutlich, dass es keinen Konsens darüber gibt, was als „Rassismus“ gelten muss. Seinerzeit versuchten arabische Staaten in der UN-Resolution 3379, den Zionismus als Rassismus verurteilen zu lassen. Ähnliche Bestrebungen haben die Durchführung der Anti-Rassismus-Konferenz in Durban gefährdet. Dort konnten sich auch die vor allem afrikanischen und afro-amerikanischen Gruppierungen nicht mit ihrer Forderung durchsetzen, den Kolonialismus und die Sklaverei als Verbrechen gegen die Menschheit zu verurteilen.
Bedingt durch die Empörung über einige rechtsextremistisch und ausländerfeindlich motivierte Pogrome wie etwa in Rostock (Ausschreitungen in Rostock-Lichtenhagen) oder Mordanschläge wie in Solingen (Brandanschlag von Solingen) und Mölln (Mordanschlag von Mölln) Anfang der 1990er Jahre erhielt die antirassistische Bewegung in Deutschland Zulauf. Die Initiative kein mensch ist illegal ist daraus entstanden. Seit 1998 finden jährlich antirassistische Grenzcamps statt, die staatlichen Rassismus zum Thema zahlreicher Aktivitäten an der deutschen Ostgrenze, an Flughäfen und im Hamburger Hafen machten. Das Konzept ist auch von Aktivisten anderer Länder übernommen worden. So gab es (No-Border-)Camps auf Lesbos, in Bulgarien (Siva Reka) oder in Schweden (Stockholm).
Ab 2011 setzte sich die Bewegung immer mehr mit dem, stark akademisch geprägten, Konzept der Critical Whiteness auseinander. Teilweise kam es dabei zu starken Polarisierungswellen.
In Folge der Tötung von George Floyd kam es ab dem Jahr 2020 zu weltweiten Protesten der Black-Lives-Matter-Bewegung, welche sich die Bekämpfung des Rassismus in den Vereinigten Staaten zum Ziel gesetzt hat.

## Akademischer Anti-Rassismus
Zu Beginn des 20. Jahrhunderts führten führende Anthropologen wie etwa Franz Boas, Marcel Mauss, Bronislaw Malinowski, Pierre Clastres und Claude Lévi-Strauss mit ihren Werken zum Niedergang biologischer Erklärungsansätze und biologistischen Denkens innerhalb der Sozialwissenschaften – einschließlich der bis dato vorherrschenden Paradigmen des kulturellen Evolutionismus und Darwinismus – und etablierten den Kulturrelativismus als neues dominantes Paradigma, was das Ende rassistischer Theorien in den Sozialwissenschaften und Humanwissenschaften zur Folge hatte. Im akademischen Diskurs wird teilweise der Begriff Rassismuskritik vorgezogen, weil er anders als der Antirassismus-Begriff darauf verweise, dass es keine rassismusfreien Räume in rassistisch strukturierten Gesellschaften geben könne. Die Rassismuskritik stellt sich auch gegen eine im Antirassismus mitunter vorgenommene Unterscheidung in (rassistische) Täter und Opfer von Rassismus, da alle Mitglieder in einer Gesellschaft von Rassismus betroffen seien.
Seit der Konjunktur des Critical-Whiteness-Diskurses in den 2010er Jahren werden vermehrt identitätspolitische Fragen im rassismuskritischen Diskurs verhandelt. Dabei stehen insbesondere die Grenzen der Critical Whiteness Perspektive sowie intersektionale Ansätze in der Kritik, da sie rassifizierende Kategorisierungen reproduzierten und antirassistische Kämpfe in erster Linie an Teils konstruierten Identitätsfragen verhandelt würden. In dieser Kritik stehen auch antirassistische Bewegungen, die sich nach den Black-Lives-Matter Protesten etabliert haben. Zugespitzend lässt sich festhalten, dass sich kulturelle und marxistische Antirassismusansätze gegenüberstehen. Erstere befassen sich insbesondere mit Fragen der Repräsentation und letztere mit materialistischen Fragen, wobei es auch Überschneidungen der beiden Positionen gibt.

## Abwehr des Rassismus-Vorwurfs
Der UN-Ausschuss für die Beseitigung der Rassendiskriminierung hat kritisiert, dass von Staatsorganen in Deutschland der Rassismusbegriff zu eng gefasst werde. Dadurch ließen viele Gerichte Äußerungen, die im Ausland als „rassistisch“ bewertet würden, als legitime freie Meinungsäußerung gelten, die nicht bestraft werden dürfe. Dass der Begriff vielfach gemieden wird, liegt unter anderem daran, dass mit Rassismus vor allem die Verbrechen des Nationalsozialismus assoziiert werden. Auf gegenwärtige Zustände angewendet erscheint der Begriff daher häufig als unpassend und emotional zu aufgeladen. Stattdessen werden Ausdrücke wie Xenophobie, Fremden- oder Ausländerfeindlichkeit verwendet. Diese Bezeichnungen sind jedoch aus mehreren Gründen problematisch: „Ausländerfeindlichkeit“ blendet aus, dass sich die „Feindlichkeit“ nicht nur gegen „Ausländer“ richtet, sondern auch gegen bestimmte „Inländer“ beziehungsweise deutsche Staatsbürger, denen aufgrund ihres Aussehens ein Migrationshintergrund zugeschrieben wird. Mit dem Begriff „Fremdenfeindlichkeit“ wird den Betroffenen unterstellt, sie seien „Fremde“. Sie werden mit dieser Bezeichnung als „Andere“ einem gesellschaftlichen „Wir“ gegenübergestellt. Ihre vermeintliche Andersheit erscheint dann als quasi natürliche Ursache beziehungsweise Voraussetzung von Feindlichkeit, die darüber zugleich als ein primär individuelles Einstellungsproblem verharmlost wird.
John McWhorter legt dar, „der ideologische Antirassismus ist [...] das Gegenteil von echtem Antirassismus. Es gehe seinen Anhängern nicht um Solidarität mit Außenseitern, sondern um die Zurschaustellung der eigenen Moral. McWhorter nennt ihn sogar eine Form des Rassismus, der schwarzen Menschen mehr schade als nutze. Er dränge sie in die Rolle des passiven Opfers einer rassistischen Gesellschaft und rede ihnen jede Initiative und Verantwortungsbereitschaft aus. [...] McWhorter schreibt, dass bei der Zurschaustellung des eigenen Opferstatus oft übertrieben werde. Selbst dunkelhäutig, schöpft er dabei aus eigener Erfahrung.“